# Joseph Soffietti
Joseph Soffietti, né Giuseppe Soffietti le 9 septembre 1912 à Monestirolo (it) près de Ferrare et mort le 30 janvier 2007 dans le 2e arrondissement de Lyon, est un coureur cycliste né italien et naturalisé français le 26 avril 1934.

## Biographie
Professionnel de 1934 à 1950, il remporte Marseille-Lyon en 1936. Il gagne le Grand Prix du Pneumatique en 1946 et termine deuxième du championnat de France de cyclisme sur route la même année.

## Palmarès
- 1928
  - 2e du Tour de Haute-Savoie
- 1931
  - Circuit du Forez
  - Circuit des monts du Roannais
  - Grand Prix de Thizy
  - 3e du Tour de Haute-Savoie
- 1932
  - Circuit des monts du Roannais
- 1933
  - Circuit du Jura
  - Lyon-Grenoble-Lyon
  - Grand Prix de Cours-la-Ville
  - 2e de Paris-Saint-Étienne
  - 2e de Vichy-Lyon
  - 2e du Grand Prix de Thizy
  - 3e du Grand Prix de Nice
- 1934
  - 2e du Grand Prix de Nice
  - 3e du Tour de Campanie
- 1936
  - Marseille-Lyon
  - Circuit du Forez
  - Circuit du Mont-Blanc
  - Circuit du Cantal
  - Grand Prix de Cours-la-Ville
- 1937
  - Grand Prix de Cours-la-Ville
  - 3e du championnat de France sur route
- 1938
  - 1re, 5ea et 7e étapes du Tour de l'Est Central
- 1941
  - Avignon-Lyon
- 1942
  - 2e du Critérium national
  - 2e du Grand Prix du Pneumatique
- 1945
  - Dijon-Lyon
  - Grand Prix de Thizy
- 1946
  - Dijon-Lyon
  - Grand Prix du Pneumatique
  - 2e du championnat de France sur route
  - 2e de Paris-Vimoutiers
  - 2e du Grand Prix de Cannes
  - 2e des Boucles de la Seine
  - 3e de Bordeaux-Paris
  - 9e de Paris-Roubaix
- 1947
  - 2e du Grand Prix de Cannes
- 1949
  - Lyon-Grenoble-Lyon

## Résultats sur le Tour de France
2 participations
- 1937 : abandon (5ec étape)
- 1939 : 48e